# Władysław Charczewski
Władysław Charczewski herbu Cholewa – szambelan Stanisława Augusta Poniatowskiego w 1766 roku.
W 1764 roku jako poseł ziemi przemyskiej na sejm elekcyjny był elektorem Stanisława Augusta Poniatowskiego z województwa ruskiego.